# FM Static
Gli FM Static sono un gruppo pop punk canadese formatosi nel 2003, sotto contratto con la Tooth & Nail Records.

## Storia del gruppo
La band è nata come progetto parallelo al gruppo Thousand Foot Krutch, formato dai medesimi membri: Trevor McNevan e il batterista Steve Augustine. Il gruppo originale comprendeva anche John Bunner (2003) alla chitarra e Justin Smith (2003-2005) al basso. Dal 2004 al 2005 Jeremy Smith ha preso il posto di John Bunner.
Durante i loro tour, dal 2006 al 2009 sono stati accompagnati dal chitarrista Nick Baumhardt; invece dal 2009 fino ad ora vengono appoggiati da Tom Beaupre, che si occupa del basso e delle tastiere.
Il loro primo album, What Are You Waiting For?, è stato prodotto da, Aaron Sprinkle, lo stesso che ha prodotto l'album dei Thousand Foot Krutch Phenomenon. Al loro primo tour, che durò dal 2003 al 2005, John Bunner partecipò a poche tappe, quindi Justin chiese al fratello Jeremy di prendere il suo posto.
Il 1º agosto 2006 gli FM Static hanno pubblicato il loro secondo album, intitolato Critically Ashamed. Originariamente, la canzone Ice Ice Baby, cover di Vanilla Ice, doveva essere inclusa nell'album, ma è stata rimossa durante la produzione. La band non ha avuto alcun team di supporto nel loro secondo tour, in quanto i fratelli Smith avevano smesso di suonare con loro. Le canzoni Tonight e Moment of Truth sono diventate molto popolari su internet, rispettivamente la prima ha accumulato, già nel settembre del 2009, più di otto milioni di visualizzazioni; la seconda, invece, quasi cinque milioni.
Il 7 aprile 2009 il gruppo ha pubblicato il suo terzo album, Dear Diary. È strutturato come un concept album che racconta la storia di un ragazzo, rappresentante le difficoltà della vita, amore e fede, sotto forma di diario. Da questo album è stato estratto il singolo Boy Moves to a New Town with Optimistic Outlook. In una conferenza dei TFK, Trevor ha annunciato che gli FM Static avrebbero intrapreso un tour 2009 per promuovere il loro ultimo album.
Il loro quarto album, My Brain Says Stop, But My Heart Says Go!, è stato pubblicato nel 2011.

## Formazione

### Formazione attuale
- Trevor McNevan - voce
- Steve Augustine - batteria

### Ex componenti
- John Bunner - chitarra
- Justin Smith - basso
- Jeremy Smith - chitarra

## Discografia
Album in studio
- 2003 - What Are You Waiting For?
- 2006 - Critically Ashamed
- 2009 - Dear Diary
- 2011 - My Brain Says Stop, But My Heart Says Go!

Raccolte
- 2010 - 3 Out of 4 Ain't Bad!

Singoli
- 2009 - Boy Moves to a New Town with Optimistic Outlook

Apparizioni in compilation
- 2008 - Canada Rocks, Moment of Truth
- 2008 - GMA Canada presents 30th Anniversary Collection, Crazy Mary
- 2008 - X Christmas, Christmas Shoes
- 2009 - Songs from the Penalty Box, Tooth and Nail Vol. 6, Boy Moves to a New Town with an Optimistic Look

### Video
- Definitely Maybe (YouTube)
- Boy Moves to a New Town with Optimistic Outlook (YouTube)
- Her Father's Song (YouTube)

## Premi e riconoscimenti
Gospel Music Association (GMA) of Canada
- candidati per l'Album Modern Rock/Alternative dell'anno del 2009, con Dear Diary
- candidati per la Canzone Pop/Contemporanea dell'anno del 2009, con Take Me as I Am

Juno Awards
- candidati al Best Contemporary Christian/Gospel Album del 2010, con Dear Diary